# Liste der Kulturgüter in Rüschlikon
Die Liste der Kulturgüter in Rüschlikon enthält alle Objekte in der Gemeinde Rüschlikon im Kanton Zürich, die gemäss der Haager Konvention zum Schutz von Kulturgut bei bewaffneten Konflikten, dem Bundesgesetz vom 20. Juni 2014 über den Schutz der Kulturgüter bei bewaffneten Konflikten sowie der Verordnung vom 29. Oktober 2014 über den Schutz der Kulturgüter bei bewaffneten Konflikten unter Schutz stehen.
Objekte der Kategorie A sind im Gemeindegebiet nicht ausgewiesen, Objekte der Kategorie B sind vollständig in der Liste enthalten, Objekte der Kategorie C fehlen zurzeit (Stand: 1. Januar 2022). Unter übrige Baudenkmäler sind weitere geschützte Objekte zu finden, die im Verzeichnis der Objekte von überkommunaler Bedeutung der kantonalen Denkmalpflege zu finden und nicht bereits in der Liste der Kulturgüter enthalten sind.

## Kulturgüter
| Foto |                                                                                        | Objekt                                                        | Kat. | Typ | Standort                               | Beschreibung |
| ---- | -------------------------------------------------------------------------------------- | ------------------------------------------------------------- | ---- | --- | -------------------------------------- | ------------ |
| BW   | Datei hochladen · Wikidata zu Bodmergut, Wohnhaus mit Garage, Gartenanlage (Q29933062) | Bodmergut, Wohnhaus mit Garage und Gartenanlage KGS-Nr.: 7640 | B    | G   | Gheistrasse 31, 39 683869 / 240867     |              |
| ja   | Datei hochladen · Wikidata zu Villa Usteri mit Pförtnerhaus (Q29933065)                | Villa Usteri mit Pförtnerhaus KGS-Nr.: 7641                   | B    | G   | Nidelbadstrasse 88, 72 684203 / 240042 |              |
| BW   | Datei hochladen · Wikidata zu Rörli, neolithische Seeufersiedlung (Q29933063)          | Rörli, neolithische Seeufersiedlung KGS-Nr.: 12663            | B    | F   | Seestrasse 684801 / 239900             |              |

## Übrige Baudenkmäler
| ID       | Foto |                                                                         | Objekt                                       | Kat.    | Typ | Standort                           | Beschreibung |
| -------- | ---- | ----------------------------------------------------------------------- | -------------------------------------------- | ------- | --- | ---------------------------------- | ------------ |
| 13900050 | ja   | Datei hochladen                                                         | Villa mit Gartenanlage und Jugendstilzaun    | B reg.  | G   | Seestrasse 70 684634 / 240292      |              |
| 13900060 | ja   | Datei hochladen                                                         | Ehemaliges Vogthaus, Wohnteil 1              | C       | G   | Seestrasse 58 684617 / 240435      |              |
| 13900061 |      | Datei hochladen                                                         | Ehemaliges Vogthaus, Wohnteil 2              | C       | G   | Dorfstrasse 3 684608 / 240435      |              |
| 13900100 |      | Datei hochladen                                                         | Boots- und Badhaus                           | C       | G   | bei Seestrasse 3 684510 / 241095   |              |
| 13900145 | ja   | Datei hochladen · Wikidata zu Reformierte Kirche Rüschlikon (Q18630079) | Reformierte Kirche                           | B reg.  | G   | Bahnhofstrasse 39 684398 / 240428  |              |
| 13900148 | ja   | Datei hochladen                                                         | Restaurant zur Rose, Hausteil 1              | C       | G   | Kirchweg 1 684416 / 240399         |              |
| 13900149 | ja   | Datei hochladen                                                         | Restaurant zur Rose, Hausteil 2              | C       | G   | Dorfstrasse 42 684427 / 240391     |              |
| 13900239 | ja   | Datei hochladen                                                         | Schulhaus Dorf von 1909                      | B reg.  | G   | Pilgerweg 27 684503 / 240335       |              |
| 13900374 | ja   | Datei hochladen                                                         | Landhaus Oetikergut, Verwaltungsgebäude      | C       | G   | Bodengasse 1 684240 / 240493       |              |
| 13900421 |      | Datei hochladen                                                         | Villa Usteri, Pförtnerhaus                   | B kant. | G   | Nidelbadstrasse 72 684251 / 240082 |              |
| 13900463 |      | Datei hochladen                                                         | Badehaus Turbenberg / Brahmshaus, Hausteil 1 | B reg.  | G   | Säumerstrasse 43 684049 / 239988   |              |
| 13900464 |      | Datei hochladen                                                         | Badehaus Turbenberg / Brahmshaus, Hausteil 2 | B reg.  | G   | Säumerstrasse 45 684052 / 239978   |              |
| 13900465 |      | Datei hochladen                                                         | Badehaus Turbenberg / Brahmshaus, Hausteil 3 | B reg.  | G   | Säumerstrasse 47 684056 / 239967   |              |
| 13900601 |      | Datei hochladen                                                         | Bodmergut, Gärtnerhaus                       | B kant. | G   | Gheistrasse 39 683768 / 240728     |              |
| 13900877 | ja   | Datei hochladen                                                         | Schulhaus Dorf von 1956/57                   | B reg.  | G   | Dorfstrasse 35 684451 / 240340     |              |
| 13901249 |      | Datei hochladen                                                         | Restaurant zur Rose, Hausteil 3              | C       | G   | Kirchweg 1A 684416 / 240389        |              |

Legende: Im Wesentlichen siehe Legende der Liste der Kulturgüter von nationaler und regionaler Bedeutung, mit folgenden Ausnahmen:
- Anstelle der KGS-Nummer wird als Objekt-Identifikator (ID) die Inventarnummer im Verzeichnis der Objekte von überkommunaler Bedeutung des kantonalen Denkmalschutzamtes verwendet.
- Bei den Kategorien wird wie folgt unterschieden: B kant. = Objekt von kantonaler Bedeutung (Kanton Zürich); B reg. = Objekt von regionaler Bedeutung (Kanton Zürich).